# Planispectrum hongkongense
Planispectrum hongkongense är en insektsart som beskrevs av Oliver Zompro 2004. Planispectrum hongkongense ingår i släktet Planispectrum och familjen Heteropterygidae. Inga underarter finns listade i Catalogue of Life.